# NAMD
NAMD (Nanoscale Molecular Dynamics program) ist ein Programm zur Simulation molekulardynamischer Prozesse, das an der University of Illinois at Urbana-Champaign als Kooperationsprojekt zwischen der Theoretical and Computational Biophysics Group (TCB) und dem Parallel Programming Laboratory (PPL) entwickelt wird. Eine Besonderheit von NAMD ist das zugrunde liegende parallele Programmiermodell Charm++, das vom Parallel Programming Laboratory (PPL) entwickelt wird und NAMD eine Skalierung bis zu mehreren zehntausend Prozessoren erlaubt.
NAMD wurde vom Biophysiker Klaus Schulten und den Informatikern Robert Skeel und Laxmikant V. Kale entwickelt.

## Unterstützte Kraftfelder
NAMD selbst bringt im Gegensatz zu GROMACS, AMBER oder CHARMM kein eigenes Kraftfeld mit. Jedoch werden die Kraftfelder der genannten drei Softwarepakete unterstützt und können für Simulationsläufe relativ einfach eingebunden werden. Als Standardkraftfelder dient NAMD dabei das CHARMM-Kraftfeld, wobei alle Versionen unterstützt werden. Die Kompatibilität zu mehreren Kraftfeldern erlaubt es, ein weit größeres Feld an Molekülen berechnen zu können als mit einem einzigen Kraftfeld möglich wäre, da nicht in jedem Kraftfeld immer dieselben Moleküle parametrisiert sind.